# Biserica Nemeșilor din Sălașu de Sus

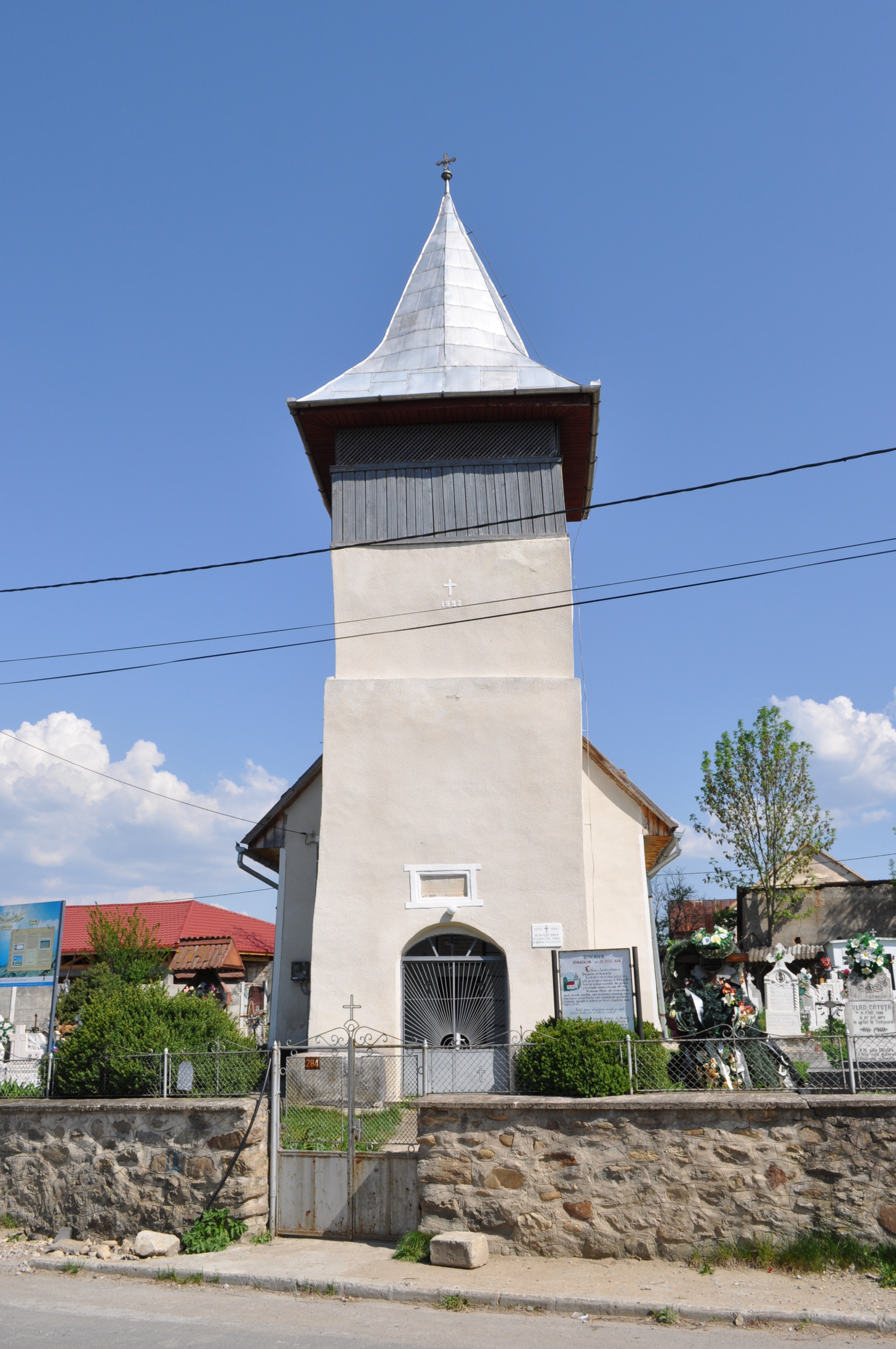
Biserica de zid „Sfinții Apostoli Petru și Pavel” din Sălașu de Sus, județul Hunedoara, foto: mai 2012.

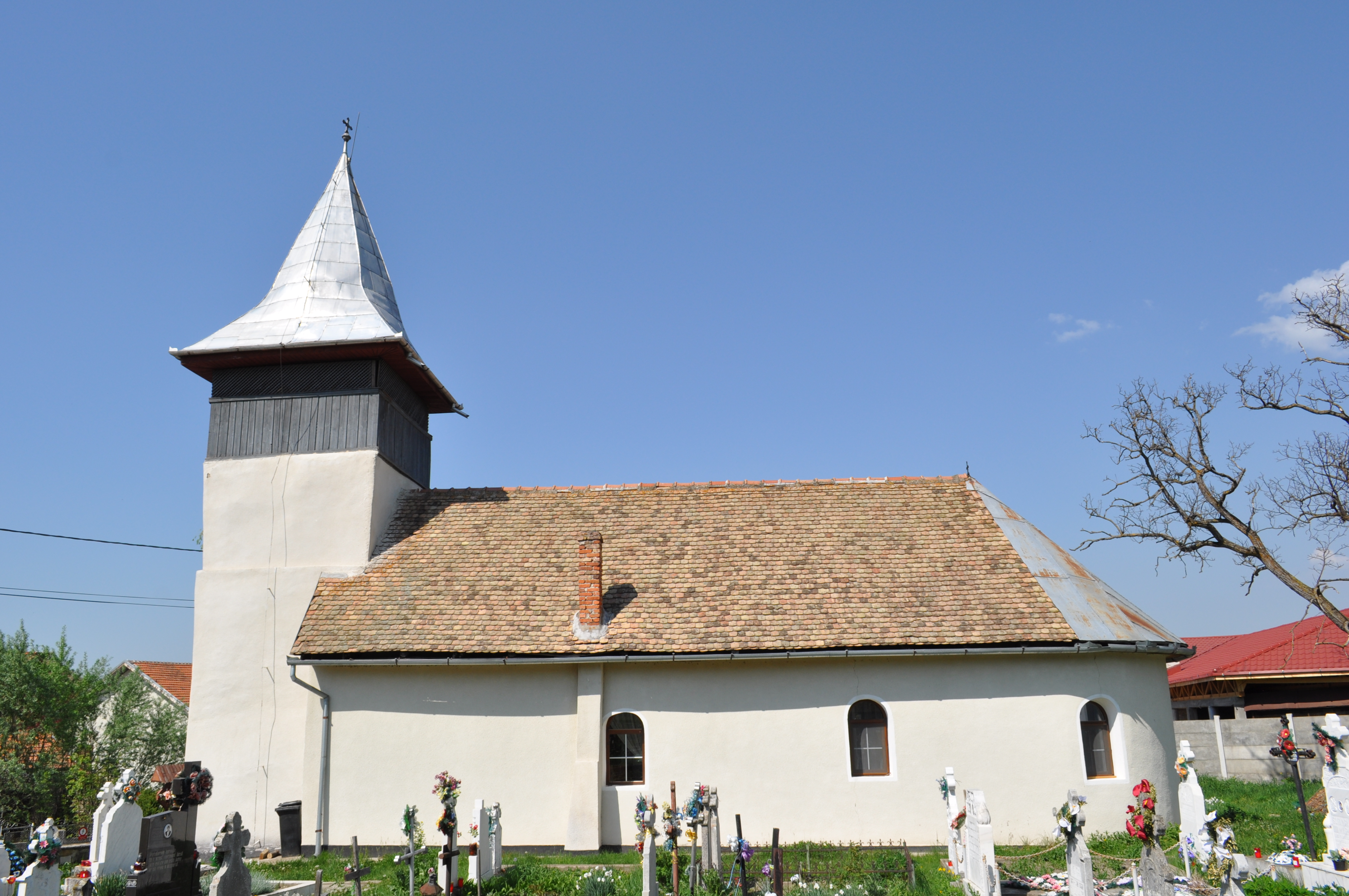
Biserica de zid „Sfinții Apostoli Petru și Pavel” din Sălașu de Sus, județul Hunedoara, foto: mai 2012.

Biserica „Sfinții Apostoli Petru și Pavel” din Sălașu de Sus, județul Hunedoara a fost construită în secolul XVI. Biserica se află pe noua listă a monumentelor istorice sub codul LMI:  HD-II-m-A-03440.   

## Istoric și trăsături
Biserica, mai cunoscută sub numele de „biserica iobagilor” sau „biserica de peste apă”, cu hramul „Sfinții Apostoli Petru și Pavel”, este consemnată pe harta iosefină a Transilvaniei (1769-1773). Lăcașul de cult, acoperit în prezent cu țiglă,  se prezintă ca o constructie necompartimentată, cu o absidă semicirculară decroșată (13,5x4,40 m) și un turn simplu (3,90x2,80 m), cu foișor deschis de lemn și un coif amplu, învelit în tablă, sprijinit de doi stâlpi masivi de zidărie. Accesul la interior se face printr-o  singură ușă, amplasată pe latura de vest. Edificiul trădeaza cel puțin două etape  distincte de construcție. Astfel, în faza inițială s-ar fi ridicat un lăcaș de închinare de dimensiuni medii. Cândva, în cursul secolelor XVIII- XIX, nava – cu exceptia peretelui vestic  și altarul - au fost dărâmate în favoarea unui spațiu interior mult mai generos, ctitoria fiind prelungită spre răsărit prin absida atuală. Pentru încadrarea cronologică a părții vechi a bisericii ne stau la dispoziție două elemente, anume ancadramentul de factură gotică al ușii de la intrarea în naos și pisania slavonă a aceluiași zid: "S-a început această biserică de Sărăcin, fiul lui Sărăcin, și Ioanășu, fiul lui Sărăcin. Și această biserică demult s-a terminat. Aceasta și Mihaiu, fiul lui Ioanăș, a început-o din piatră. Mihaiu a murit. Sărăcin și fiul său Fărcașu și nepotul său Iancu și mama lui Sărăcin, Mărghita, și jupnița sa, Dorca, și a lui jupân Mihai, Anca, au terminat biserica în numele Sfinților Apostoli Petru și Pavel, în luna iulie 21, văleat (?)". Textul, reprezentând o cronică inedită a construcției, are meritul de a releva efortul ctitoresc al familiei Sărăcin din Sălașul de Sus, ce mai importantă familie nobiliară locală și a doua ca importanță în districtul hațegan după cea a Cândeșilor de la Râu de Mori. Timpul la care face referire pisania pare a fi mijlocul secolului al XV-lea. Întrucât textul dezvăluie "începerea" în piatră a bisericii, atunci cea dintâi ctitorie a fraților Sărăcin II și Ioan Sărăcin I, fii lui Sărăcin I, adică predecesoarea lăcașului prezentat în pisanie, trebuie să fi fost din lemn. Inițierea reconstrucției în piatră a edificiului a fost opera lui Mihail, fiul lui Ioan Sărăcin I. Dar, întrucât moartea acestuia (survenită prin anii 1514-1519) găsise biserica neterminată, a fost nevoie de o regrupare a forțelor ctitoricești, continuatoare fiind următoarele trei generații ale familiei: Ioan Sărăcin II (fratele), Fărcaș (fiul acestuia), Ioan Sărăcin III (nepot de frate), Marghita (mama), Anca (soția) și Dorca-Doroteea (cumnata). Aceștia au târnosit biserica și au așezat pisania, eveniment petrecut cândva între anii 1519 și 1536, dacă se ține cont de faptul că în 1519 murea Mihail Sărăcin, iar în 1536 Ioan Sărăcin II. După stingerea ultimului reprezentant al acestei vechi familii românești, în anul 1613, domeniile Sărăcineștilor au devenit motiv de dispută între nobilii Mara și Keresztessy. La sfârșitul aceluiași secol, Samuel Keresztessy, proprietarul lăcașului, dona biserica din Sălașu de Sus iobagilor ortodocși.
Edificiul, pictat în 1989 (sub stratul de var anterior s-ar mai putea păstra unele fragmente murale degradate), a fost supus, în timp, mai multor șantiere de consolidare; cunoscute sunt cele din anii 1913, 1983, 1992 și 2007-2008. Sfințirea s-a făcut în 1993.

## Imagini

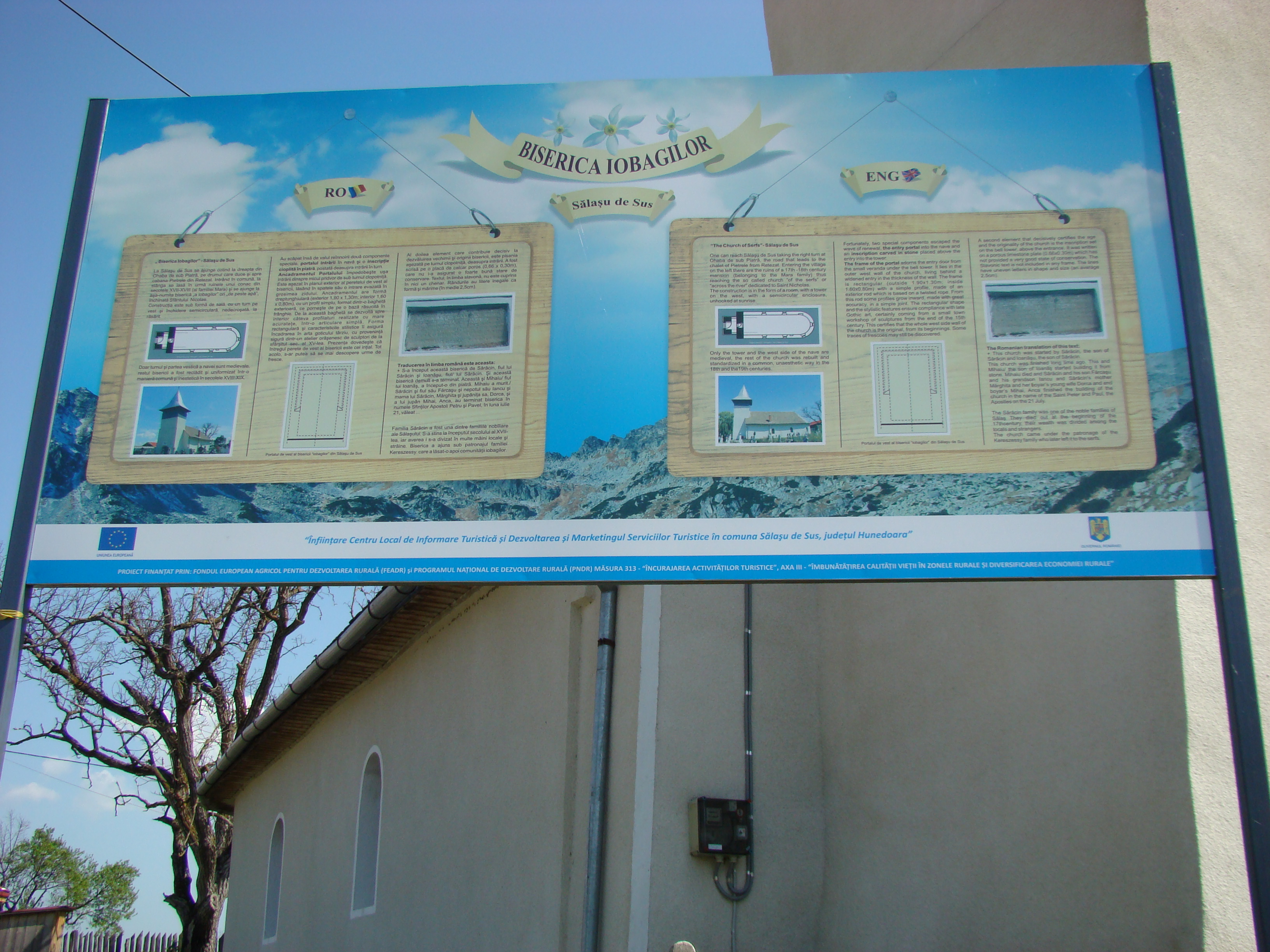
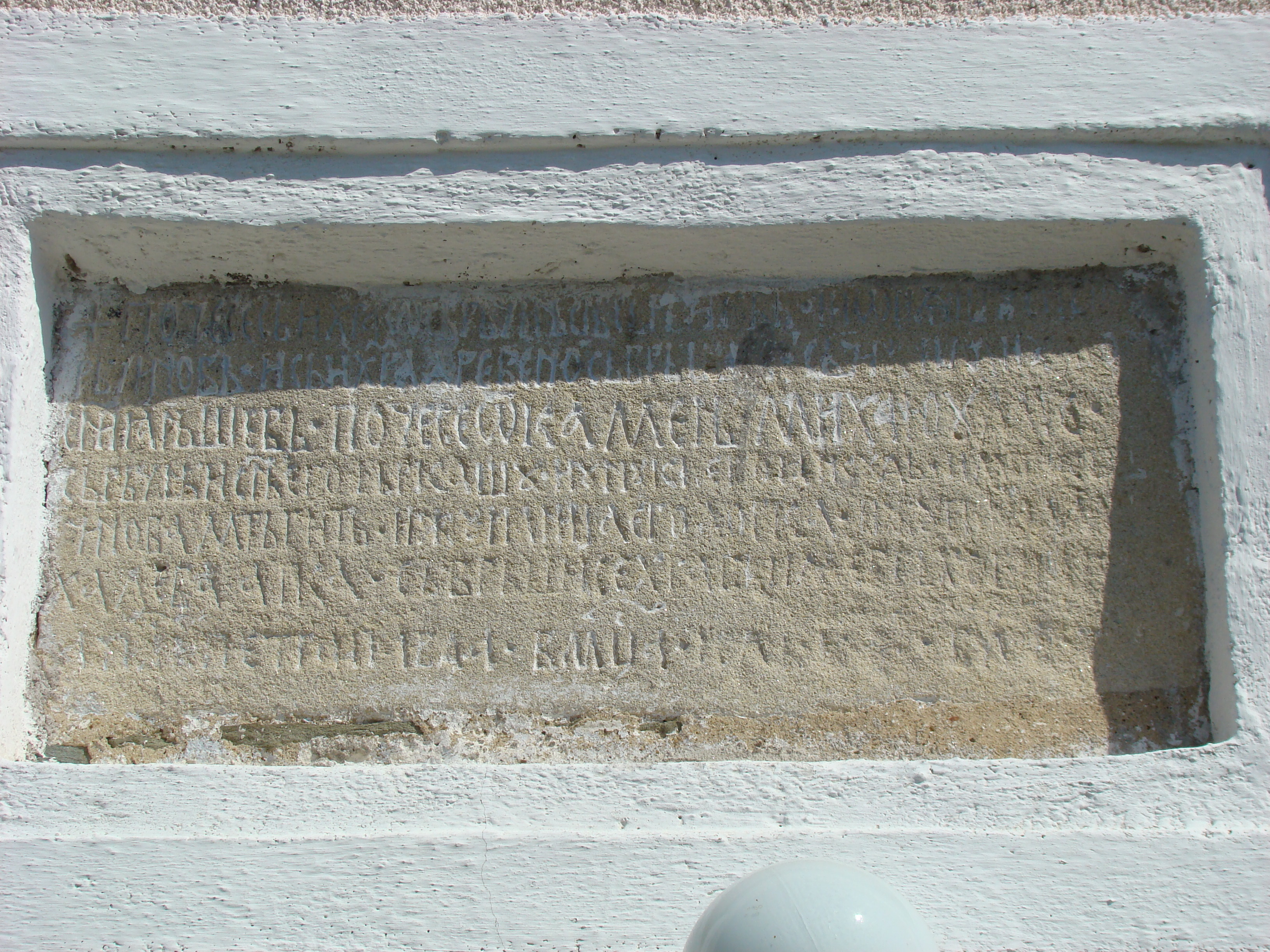
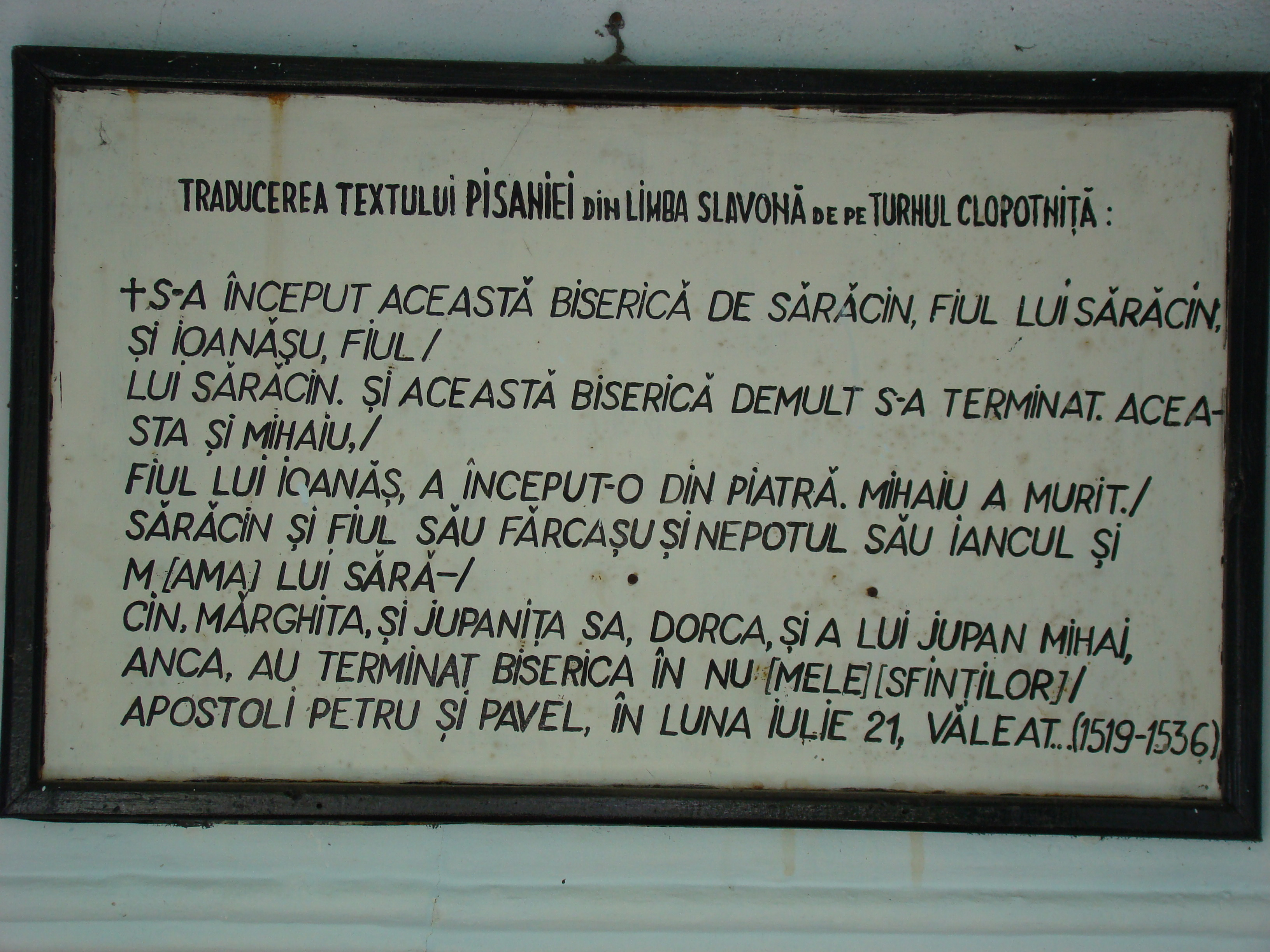
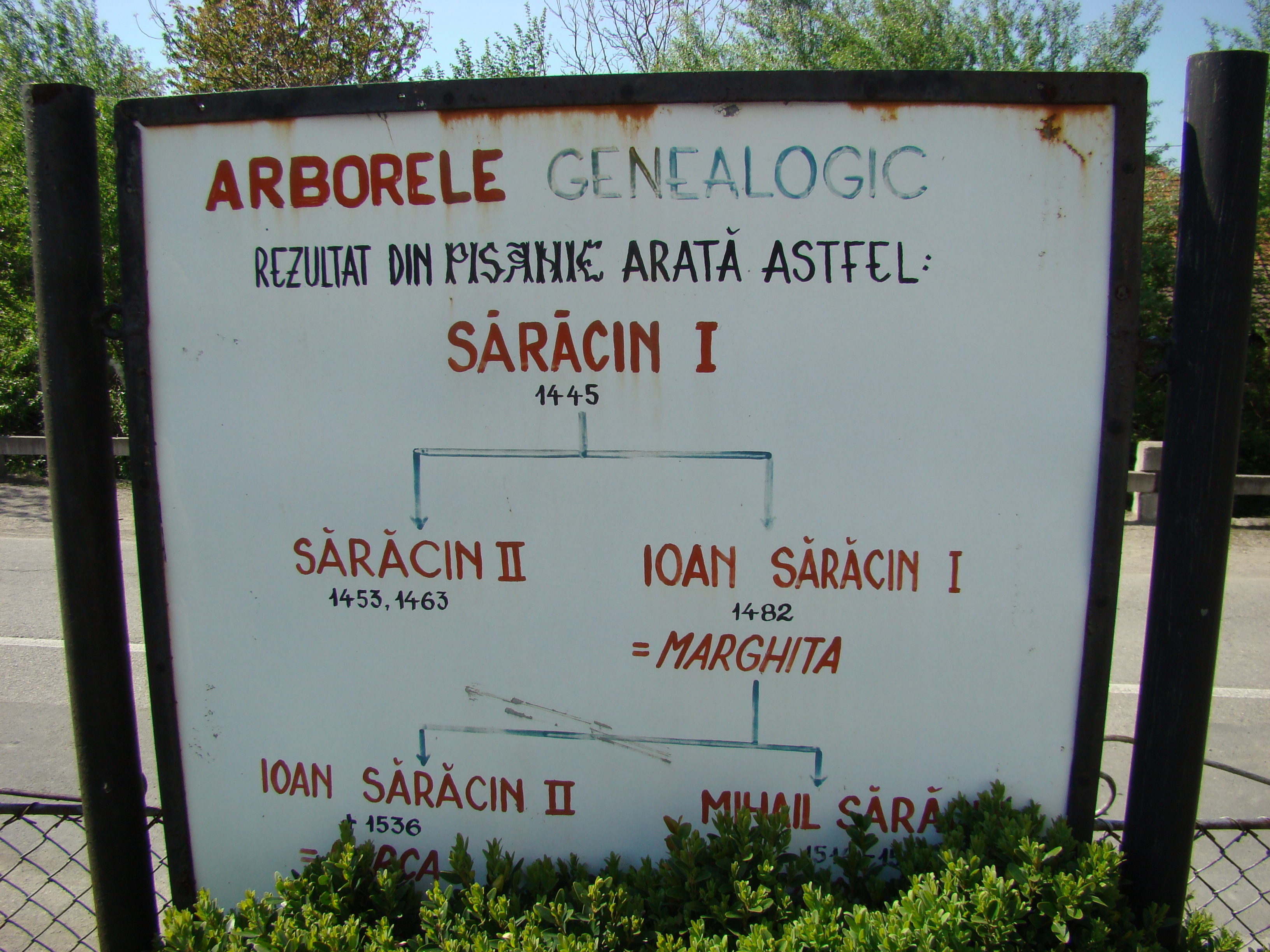
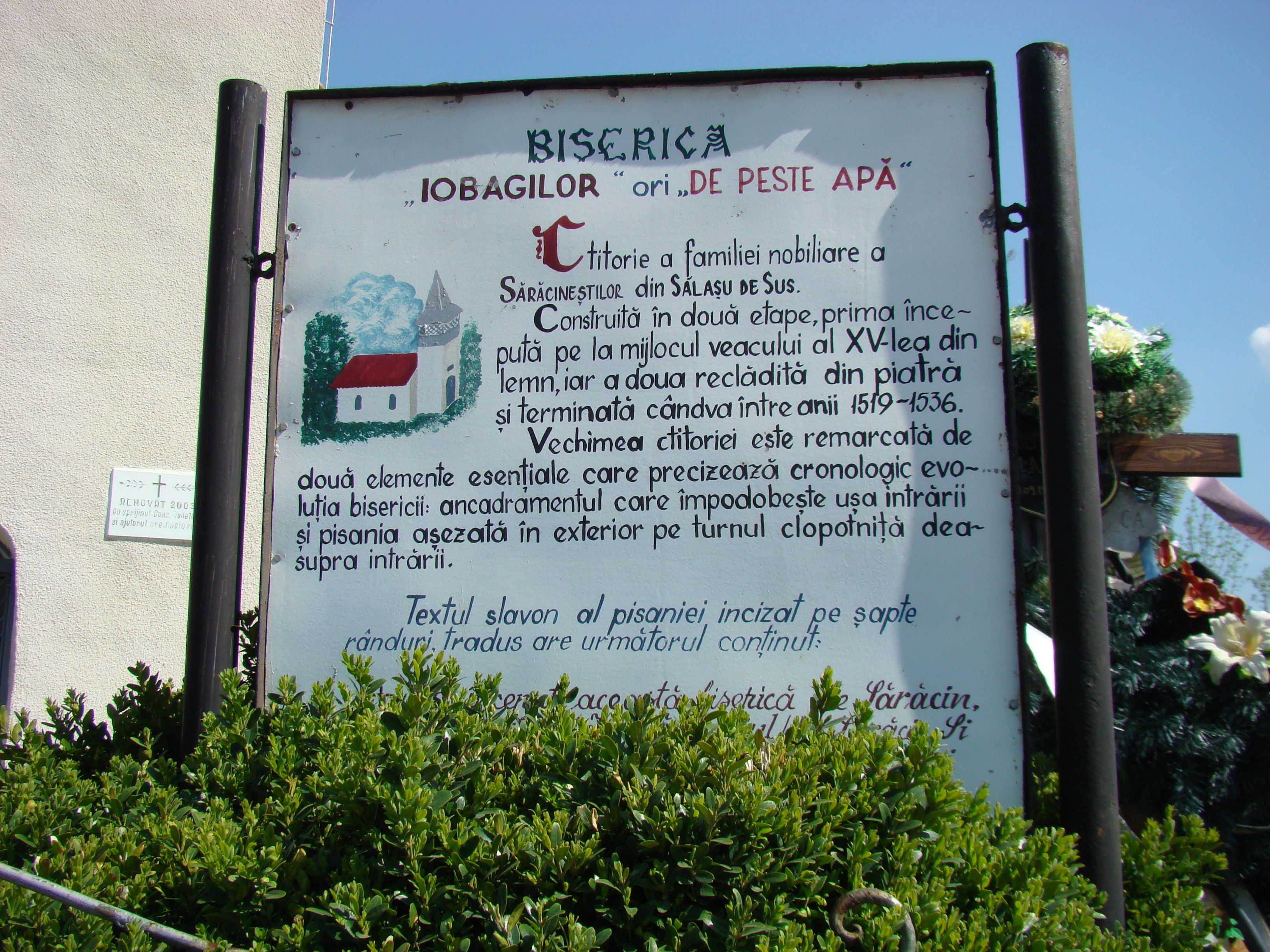
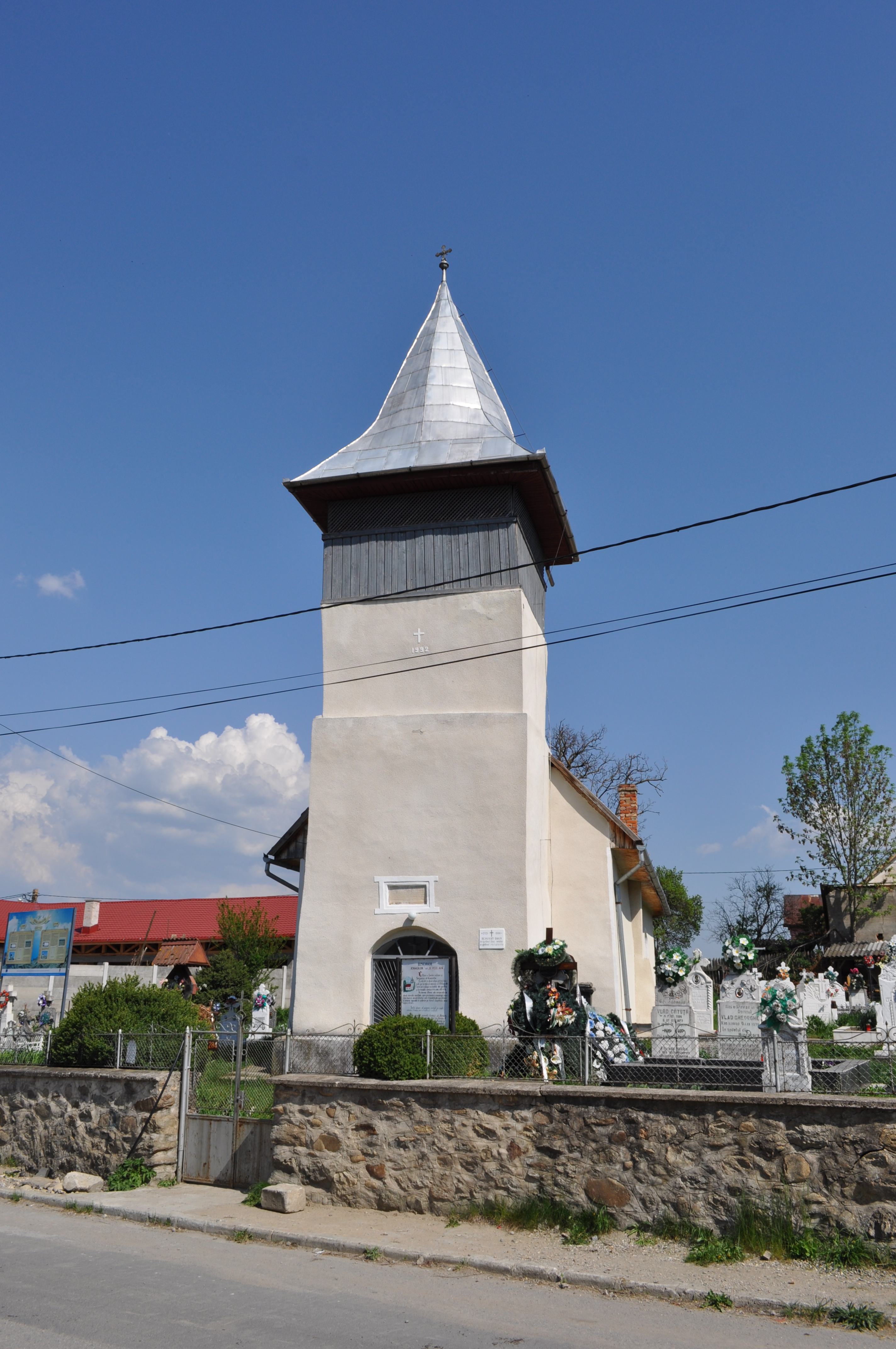
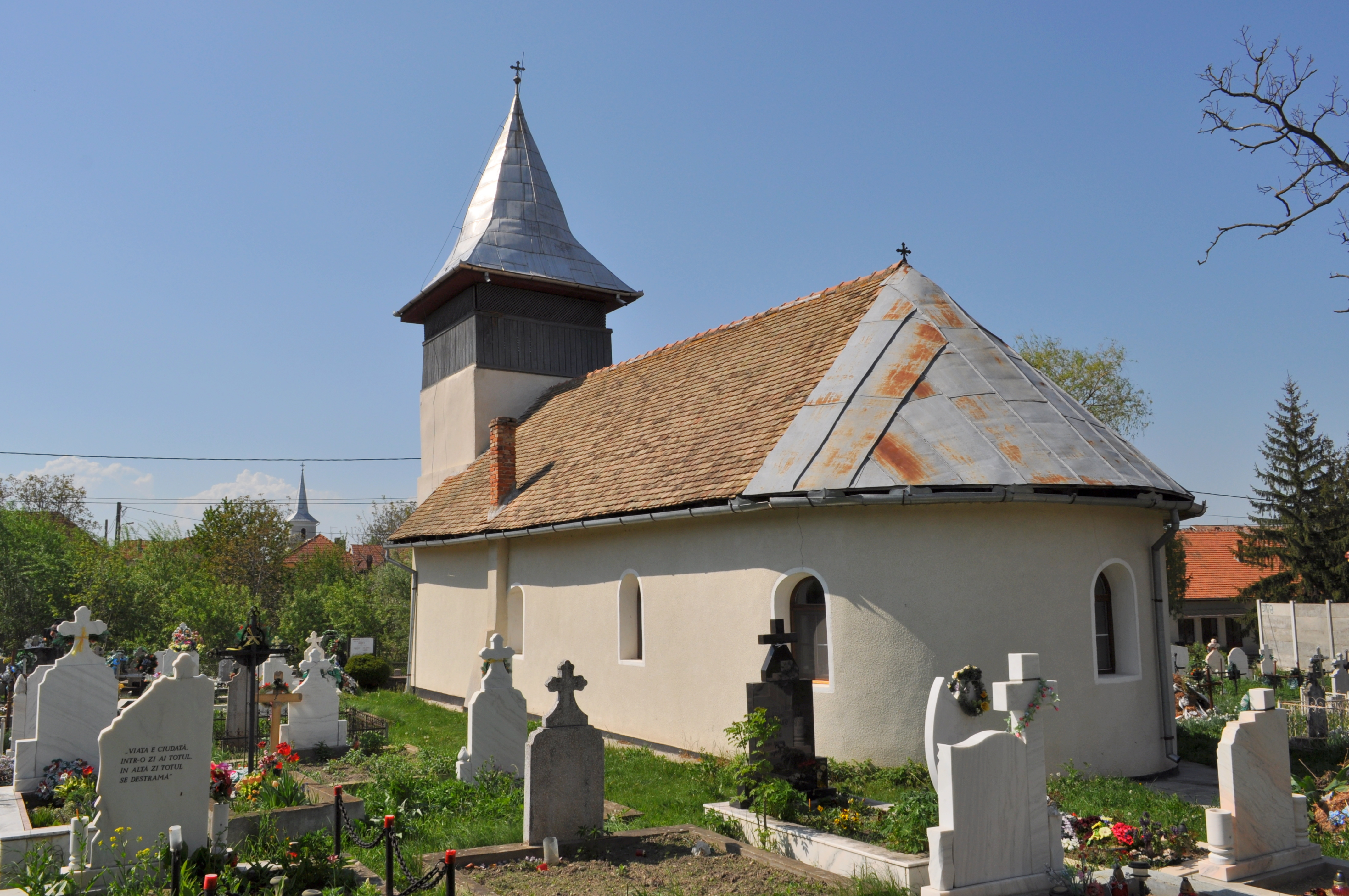
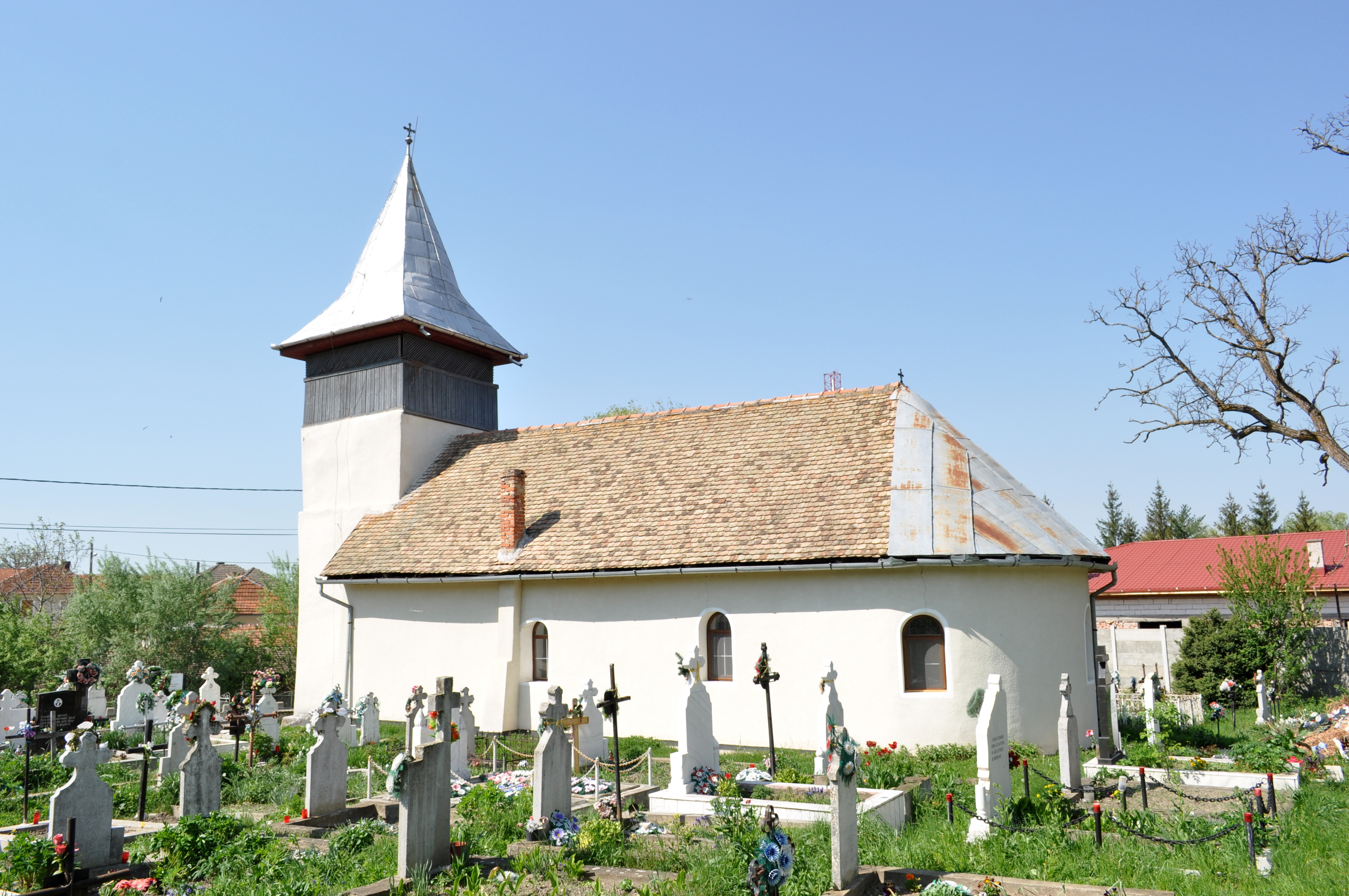
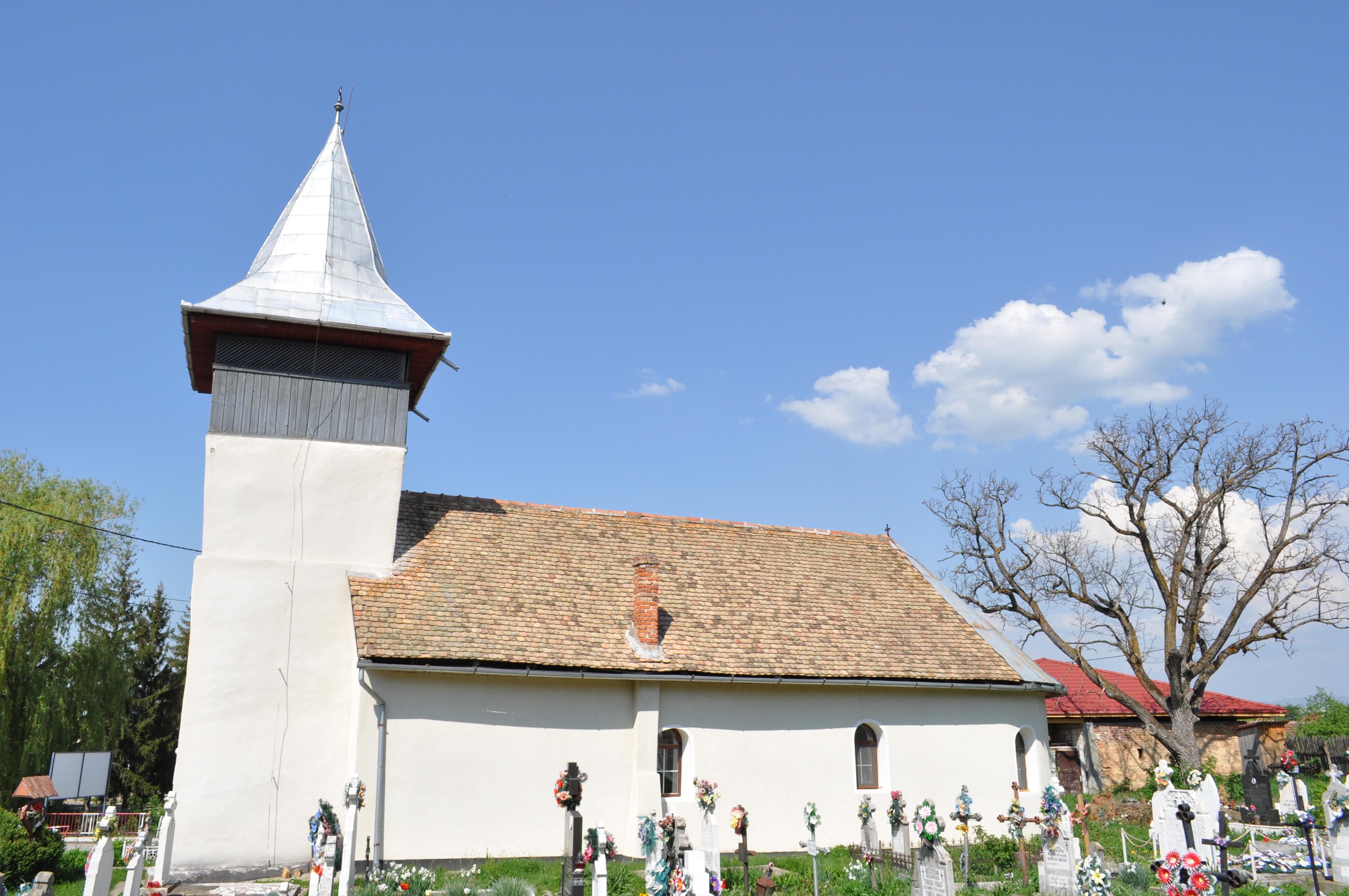